# Quincena Musical de San Sebastián
La Quincena Musical de San Sebastián (en euskera: Donostiako Musika Hamabostaldia) es un festival de música clásica, que se celebra cada año en el mes de agosto desde 1939 en la ciudad vasca de San Sebastián, España. 
Se trata del festival de música más antiguo de España y uno de los más antiguos de Europa. La Quincena Musical ofrece más de un centenar de conciertos y espectáculos distribuidos por diversos escenarios de San Sebastián. El festival es miembro de la Asociación Española de Festivales de Música Clásica y de la Asociación Europea de Festivales. 
Desde sus inicios, la Quincena Musical ha gozado de un gran prestigio tanto por la calidad de sus programas como por el renombre de sus intérpretes. Entre ellos, orquestas sinfónicas como la de Berlín, la de Londres, la de Cleveland, la de la Scala de Milán, la de San Petersburgo, la de la Radio de Baviera, la Filarmónica Checa, la Nacional de Francia, la Nacional de España o la Sinfónica del País Vasco; directores como Argenta, Sir Colin Davis, Münch, Neumann, Rafael Frühbeck de Burgos, Muti, Mehta o Maazel; compañías de ballet como el New York City Ballet, el Tokyo Ballet, el London Festival Ballet, el Béjart Ballet de Lausanne, el de la Scala de Milán o el de Marqués de Cuevas; solistas vocales como Plácido Domingo, Alfredo Kraus, Luciano Pavarotti, Beniamino Gigli, Jessye Norman, Montserrat Caballé, Teresa Berganza o Mirella Freni; solistas instrumentales como Nicanor Zabaleta, Arthur Rubinstein, Henryk Szeryng, Alicia de Larrocha, Maria João Pires, Mstislav Rostropóvich, Christian Zacharias, Pablo Martos o Alberto Martos; y directores de escena como Pier Luigi Pizzi, Giancarlo de Monaco, Emilio Sagi, Nicolas Joel, Lindsay Kemp o David Ritch. La presencia de estos grandes nombres se complementa con el afán de promocionar a jóvenes intérpretes y nuevos talentos.

## Historia

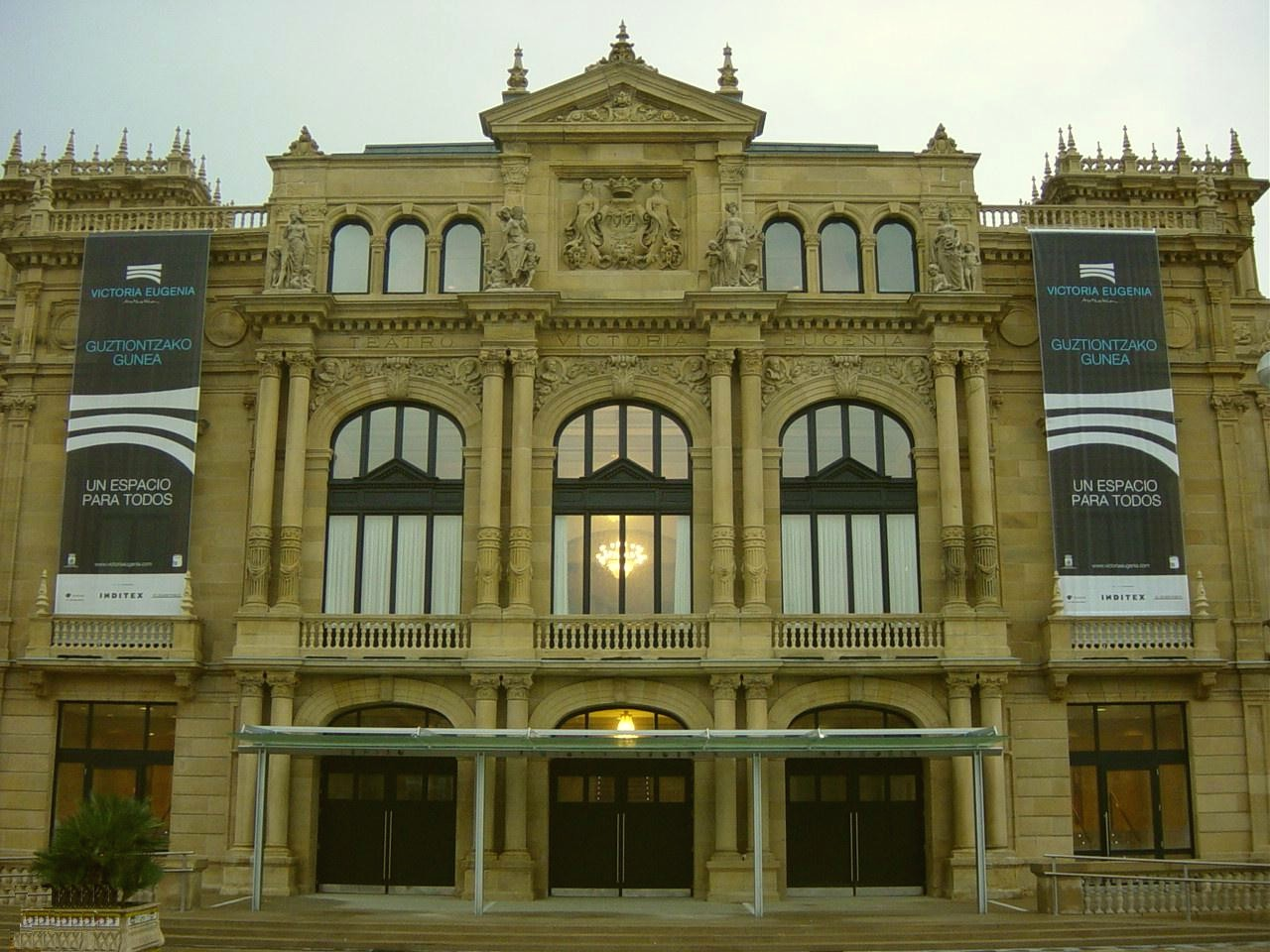
Teatro Victoria Eugenia.

La Quincena Musical de San Sebastián es el festival de música clásica más antiguo de España y uno de los más veteranos de Europa. Nació en 1939, de la inquietud y el impulso de los hosteleros y comerciantes de la ciudad (del mismo modo que surgiría años después el Festival Internacional de Cine de San Sebastián), que quisieron enriquecer la oferta turística de la temporada estival. Para ello, recogieron el testigo de la tradición musical que ya existía en la ciudad desde finales del siglo XIX y principios del siglo XX: el Conservatorio Municipal creado en 1879, el Orfeón Donostiarra, las orquestas del Gran Casino, los grandes artistas europeos que buscaron refugio durante la I Guerra Mundial en el Teatro Victoria Eugenia,...
La primera edición de la Quincena Musical tuvo lugar en el hoy desaparecido Teatro Gran Kursaal, pero en 1940 se celebró ya en el Teatro Victoria Eugenia, que se convertiría en sede oficial hasta 1999, fecha en la que el festival volvió al reinaugurado Auditorio Kursaal. Desde la edición de 2007, año en el que finalizaron las obras de restauración del Teatro Victoria Eugenia, ambos se han convertido en las sedes oficiales de la Quincena Musical.
Su primera etapa de esplendor, en la que la ópera fue la gran protagonista, perduró hasta finales de los 60, cuando las convulsiones políticas y los nuevos usos turísticos derivaron en momentos difíciles para la Quincena Musical. En el año 1979, el Ayuntamiento asió las riendas del festival y comenzó su recuperación. Este fue el año en que José Antonio Echenique se convirtió en director del festival, puesto que ocuparía hasta 2009. En la actualidad Patrick Alfaya ostenta el cargo de director.
Esta etapa de recuperación de la Quincena Musical se consolidó con la constitución, en 1991, de la Sociedad Gestora (Sociedad Anónima) participada a partes iguales por el Ayuntamiento de San Sebastián, la Diputación Foral de Guipúzcoa y el Gobierno Vasco. Un año antes, la Quincena Musical pasó a formar parte de la Asociación Europea de Festivales, lo que supuso el reconocimiento de su repercusión a nivel internacional. En el aspecto artístico, la recuperación de la ópera escenificada en 1987, después de varios años en los que solo se ofrecieron versiones en concierto, marcó un punto de inflexión. 
Aunque durante sus primeros años de vida duraba dos semanas, con el tiempo el festival se ha ido consolidando, y, gracias al apoyo del público, la Quincena Musical ha ido extendiendo su duración, y desde hace unos años se prolonga durante todo el mes de agosto.
La ópera, el ballet, las grandes orquestas sinfónicas, los pequeños grupos de cámara, el órgano romántico, las corales, los compositores contemporáneos, las promesas locales, los grandes nombres de la escena internacional, los espectáculos infantiles,... tienen su sitio en este festival, que resuena más allá de las sedes principales del Kursaal y el Teatro Victoria Eugenia, en múltiples y singulares espacios, no solo de San Sebastián, sino también del territorio guipuzcoano.
Tras sus 69 años de historia, la Quincena Musical ha alcanzado una estabilidad que le permite afrontar el futuro con ambición. Esto es posible gracias al respaldo del público, entre el que se cuentan los 2.000 Amigos de la Quincena Musical. 
Así, el festival se lanza a la conquista de nuevos públicos, reto que comparte con el conjunto de festivales de música clásica. Otro de los retos es el de mantener un espíritu diversificador, manteniendo una línea de programación abierta en la que quepa la diversidad de autores y títulos. Asimismo, quiere consolidar el apoyo a la creación y formación musical, en coordinación con Musikene, el Centro Superior de Música del País Vasco, y los Cursos de Verano de la Universidad del País Vasco. Aspira a integrar en su programación los nuevos espacios musicales que se proyectan en la ciudad, como las nuevas sedes del Orfeón Donostiarra y Musikene. Y se propone estrechar las relaciones transfronterizas, en especial con Toulouse y Burdeos.

## Ciclos habituales y otras actividades
Cada año, la programación del Teatro Victoria Eugenia y del Auditorio Kursaal comparten protagonismo con una serie de ciclos monográficos que amplían la oferta clásica del festival y muestran su objetivo por mantener un espíritu diversificador en el que tengan cabida todo tipo de propuestas musicales.

### Ciclo de órgano
Desde 1983, organistas de renombre, tanto nacionales como extranjeros, ponen en valor el rico patrimonio organístico de Guipúzcoa, entre el que se encuentra, entre muchos otros, el órgano neoclásico en funcionamiento más grande de España, el de la Catedral del Buen Pastor. 
En el marco de este ciclo se celebra, también desde 1983, el Curso Internacional de Órgano Romántico, al que acuden alumnos de diversos rincones del mundo para recibir las clases de reconocidos organistas.

### Ciclo de Jóvenes Intérpretes
Este ciclo acoge los conciertos de intérpretes que se perfilan como jóvenes promesas en la interpretación de sus instrumentos y cuyas carreras empiezan a despuntar en el panorama musical actual. Desde su creación en 1989, este ciclo ha dado a conocer a solistas como Ainhoa Arteta, Asier Polo, Ainhoa Garmendia o Marta Zabaleta.

### Ciclo de Música Contemporánea
La programación más innovadora de la Quincena Musical tiene lugar en este ciclo. Formaciones instrumentales y vocales interpretan la música de los compositores más punteros de los siglos XX y XXI desde el año 2002, aunque este ciclo ya existía en la Quincena Musical desde 1985, bajo el nombre de “Música del siglo XX”.

### Ciclo de Música Antigua
Ciclo dedicado a la música escrita antes de 1750, es decir, medieval, del Renacimiento y del Barroco. Aunque la música antigua siempre ha tenido su lugar en la Quincena Musical, existe como ciclo desde 1992.

### Jornada Infantil
La Quincena Musical no se olvida de los más pequeños, y para ello organiza esta jornada en la que, desde 1994, espectáculos de distintas características se reparten por distintos escenarios de la ciudad, para que los niños tomen contacto con la música clásica y disfruten con ella.

### Quincena Andante
Desde 1995, la Quincena Musical sale de San Sebastián para llevar su propuesta clásica más allá de sus sedes habituales. Lo que empezaron siendo salidas puntuales se ha acabado convirtiendo en un ciclo de actuaciones que, reunidas bajo el nombre de Quincena Andante desde 2006, llevan la música a otras localidades guipuzcoanas e incluso navarras, vizcaínas, alavesas y del País Vasco francés).

### Chillida-Leku
Desde 2004, el museo dedicado al escultor donostiarra Eduardo Chillida se convierte en sede de la Quincena Musical, en la que se acogen ciclos de conciertos temáticos como el proceso creativo de la música, la influencia de guerra y paz en los músicos o la obra de Nicanor Zabaleta. 

### Otras actividades y colaboraciones
La Quincena Musical ofrece una serie de actividades paralelas que pretenden acercar la música clásica al público además de los conciertos que tienen lugar durante el festival.
Desde el año 2002, la Quincena Musical colabora con Chopin Studio en la organización de las Colonias Musicales “¡Música Sí!” (“Musika Bai!”), que tienen como objetivo despertar, fomentar y desarrollar la inquietud musical entre los más jóvenes a través de un programa lúdico impartido por músicos profesionales y profesores altamente cualificados en canto, danza y educación física. Las colonias, que duran 10 días, están divididas en dos grupos: el primero está dirigido a niños de entre 4 y 12 años, y el segundo acoge a jóvenes de entre 13 y 17 años. 
El Colegio Oficial de Médicos acoge cada año una serie de Proyecciones musicales que sirven como aproximación a varias de las obras que serán representadas posteriormente en la Quincena Musical. Estas proyecciones se completan con comentarios de críticos especializados, que así las hacen más accesibles al público.
Además de estas actividades, la Quincena Musical también mantiene una serie de colaboraciones que le permiten desarrollar su propuesta clásica desde otra perspectiva que la estrictamente musical. Es el caso de su colaboración con los Cursos de Verano de la Universidad del País Vasco o con distintas salas de exposiciones de San Sebastián. 
Asimismo, la Quincena Musical colabora con otros festivales y ciclos musicales que se celebran en distintas localidades de Guipúzcoa: los Veranos Musicales de Deva y Zarauz y el Ciclo Musical de la Antigua Zumárraga.

## Sedes

### Teatro Victoria Eugenia
El Teatro Victoria Eugenia fue la primera y única sede de la Quincena Musical desde 1940 hasta 1979, año en el que el festival se abrió a otros espacios de la ciudad. Cerrado por obras en 1999, en 2007 se recuperó como sede de la Quincena, esta vez compartiendo protagonismo con el Centro Kursaal. En él tienen lugar parte de las actuaciones sinfónicas y corales principales del festival, así como del ciclo de música contemporánea. 
Tras su rehabilitación, el teatro cuenta con los más innovadores equipamientos y servicios, al tiempo que conserva su encanto original. El edificio dispone de una sala principal con un aforo de 910 localidades, así como de varios espacios polivalentes.

### Auditorio Kursaal
En 1999 la sede principal de la Quincena Musical se traslada al Palacio de Congresos y Auditorio Kursaal, del arquitecto Rafael Moneo. Desde 2007, la programación central del festival se desarrolla en los vanguardistas 'cubos' del arquitecto navarro y la sede clásica, el Victoria Eugenia. Los espectáculos de la Quincena Musical se desarrollan tanto en el Auditorio, con capacidad para 1.850 personas, como en la Sala de Cámara, que dispone de un aforo de 638 localidades, o las salas polivalentes. Los espacios del Kursaal se completan con amplias terrazas exteriores con vistas al mar, así como con un equipamiento de vanguardia. Como en el caso del Victoria Eugenia, en el Kursaal tienen lugar parte de las actuaciones sinfónicas y corales principales del festival, así como del ciclo de música contemporánea.

### Palacio de Miramar
El espacio que la Quincena Musical reserva para los jóvenes intérpretes tiene su sede en el Palacio de Miramar. Este edificio de estilo inglés fue construido por encargo de María Cristina de Habsburgo-Lorena, reina regente de España entre 1885 y 1902, que había elegido San Sebastián como ciudad de veraneo de la corte.

### Basílica de Santa María del Coro
El órgano Cavaillé-Coll de 1862 con el que cuenta esta basílica ha hecho de ella la sede del Ciclo de Órgano de la Quincena Musical (compartida con la Iglesia de San Vicente y la Catedral del Buen Pastor). Fue proyectada a mediados del siglo XVIII por los arquitectos Lizardi e Ibero. En esta iglesia se encuentra la patrona de la ciudad, la Virgen del Coro, que se halla en el altar mayor.

### Convento de Santa Teresa
Este conjunto formado por iglesia y convento de clausura, regentado por religiosas de la orden de las Carmelitas Descalzas y proyectado en 1661, está situado en la falda del Monte Urgull, en el extremo norte de la Parte Vieja, y es la sede del Ciclo de Música Antigua de la Quincena Musical. En la actualidad, la Diputación Foral de Guipúzcoa desea convertir este edificio en Centro de Patrimonio Histórico-Artístico para conservar y restaurar el patrimonio de Guipúzcoa, y al mismo tiempo poner en valor los restos arqueológicos que el edificio alberga. 

### Museo Chillida-Leku

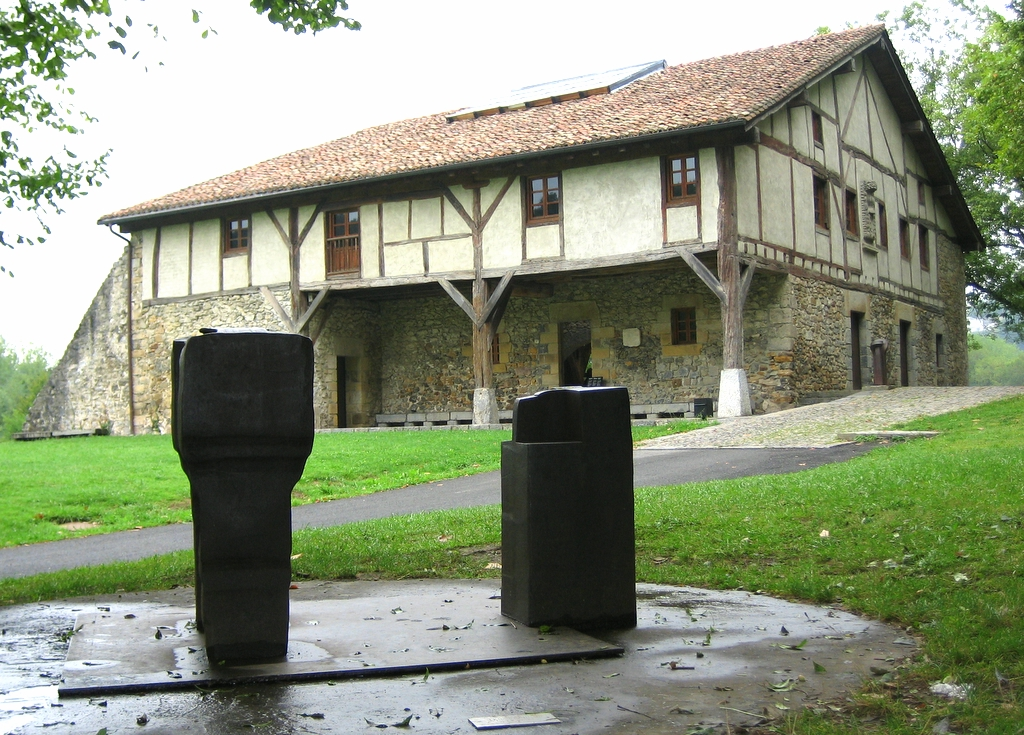
Museo Chillida-Leku.

El Museo Chillida-Leku fue el sueño del artista vasco Eduardo Chillida por crear un espacio a la medida de su obra, donde ésta pueda ser expuesta de forma permanente, ha sido el último espacio singular fijo que la Quincena Musical ha incorporado como sede de su programación, aunque en 2011 no acogió ningún concierto del festival debido al cierre temporal del museo. El amplio jardín que rodea Zabalaga, un viejo caserío del siglo XVI, ha sido convertido en un museo al aire libre, mientras que en el interior se expone la obra de menor tamaño. La colección muestra la evolución y la trayectoria escultórica del autor durante 50 años.

### Iglesia de San Vicente
Sede, al igual que la Basílica de Santa María del Coro y la Catedral del Buen Pastor, del Ciclo de Órgano de la Quincena Musical, posee un órgano romántico Cavaillé-Coll de 1886. La actual Iglesia de San Vicente fue reconstruida entre 1489 y 1574, después de que su antecesora, de finales del siglo XII, fuera destruida por un incendio. El diseño y construcción de la nueva iglesia fueron encomendados en 1507 al maestro arquitecto Miguel de Santa Celay y a Juan de Urrutia. 

### Catedral del Buen Pastor
La catedral de San Sebastián cuenta con un órgano neoclásico de 1954, el más grande e importante en funcionamiento de España. Este órgano se complementa con otro más pequeño situado en el presbiterio. Ambos están conectados entre sí. Así, la catedral es, junto a la Iglesia de San Vicente y la Basílica de Santa María del Coro, sede del Ciclo de Órgano del festival. 

### Quincena Andante
La Quincena Musical no solo se disfruta en todos los rincones de San Sebastián. Cada año se convierte en Quincena Andante y viaja a distintos municipios guipuzcoanos; además de las visitas puntuales que realiza con motivo de programaciones especiales, la Quincena ha consolidado una red en la que se han integrado las localidades costeras de Guetaria, Fuenterrabía, Motrico y Zumaya. La Parroquia San Salvador de Guetaria, la Ermita de Guadalupe de Fuenterrabía y el Convento de Santa Catalina de Motrico se han convertido así en sedes habituales de la Quincena Musical.